# Bracia Safdie
Bracia Safdie: Joshua Safdie (ur. 3 kwietnia 1984 w Nowym Jorku) i Benjamin Safdie (ur. 24 lutego 1986 w Nowym Jorku) – amerykańscy bracia, twórcy kina niezależnego, wspólnie reżyserujący oraz piszący scenariusze swoich własnych filmów. Okazjonalnie zajmują się aktorstwem, operatorką, montażem, montażem dźwięku oraz produkcją.

## Życiorys

### Wczesne lata
Bracia Safdie wychowywali się w Nowym Jorku jako synowie Żydów – Amy Safdie, będącej pochodzenia rosyjskiego i Alberto Safdie – sefardyjczyka o pochodzeniu syryjskim i libańskim. Dzieciństwo spędzili na przemian u boku ojca w Queens oraz u matki i ojczyma na Manhattanie. Jako dzieci rozwiedzionych rodziców przyznają, że „niepokojąca młodość” była w pewnym stopniu inspiracją dla ich twórczości.
Swoje pierwsze filmy zaczęli realizować już w młodym wieku, zainspirowani zamiłowaniem ojca do kina. Ukończyli Columbia Grammar & Preparatory School na Manhattanie, z kolei odpowiednio w 2007 i 2008 roku ukończyli Uniwersytet Bostoński.

### Kariera
W 2007 Josh Safdie został zatrudniony do stworzenia krótkometrażowego filmu z udziałem firmy Kate Spade Handbags. Projekt ostatecznie przekształcił się w pełny metraż o tytule The Pleasure of Being Robbed, który miał swoją premierę w 2008 na festiwalu South by Southwest. Film był także puszczany na 61. Międzynarodowym Festiwalu Filmowym w Cannes w sekcji Director’s Fortnight, wspólnie z krótkometrażowym filmem Benny’ego The Acquaintances of a Lonely John. W 2009 ponownie w sekcji Director’s Fortnight premierę miał kolejny film Josha, tym razem nakręcony wspólnie z Benny'm  – Daddy Longlegs. Produkcja otrzymała Nagrodę im. Johna Cassavetesa na 26. ceremonii wręczenia niezależnych nagród Independent Spirit Awards.
W kolejnych latach nakręcili m.in. dokument Lenny Cooke, opowiadający historię koszykarza Lenny’ego Cooka oraz psychologiczny dramat Heaven Knows What, koncentrujący się na prawdziwych historiach opisanych w książce Mad Love in New York City przez grającą główną rolę Arielle Holmes.
Przełom w karierze braci nastąpił jednak w roku 2017, kiedy to premierę miał thriller Good Time z Robertem Pattinsonem w roli głównej. Film został ciepło przyjęty przez krytyków, z kolei na 70. Międzynarodowym Festiwalu Filmowym w Cannes znalazł się w konkursie głównym. Kolejny film Josha i Benny’ego – Nieoszlifowane diamenty z Adamem Sandlerem w roli głównej stał się z kolei nie tyle sukcesem artystycznym, co finansowym zarabiając 50 milionów dolarów przy budżecie wynoszącym 19 milionów i stając się jedną z najbardziej kasowych produkcji studia A24.

## Życie prywatne
Prawujem Josha i Benny’ego jest słynny kanadyjsko-izraelski architekt współczesny Moshe Safdie. Ich kuzynem jest z kolei dramaturg Oren Safdie.
Obydwaj bracia są wielkimi fanami koszykówki oraz kibicami New York Knicks. Wspólne zamiłowanie do tego sportu miało wyraźny wpływ na ich filmy Lenny Cooke i Nieoszlifowane diamenty.

## Filmografia

### Reżyseria i scenariusz
- 2008: The Pleasure of Being Robbed
- 2009: Daddy Longlegs
- 2013: Lenny Cooke
- 2014: Heaven Knows What
- 2017: Good Time
- 2019: Nieoszlifowane diamenty